# 四式中戦車
四式中戦車 チト（よんしきちゅうせんしゃ,チト）は、第二次世界大戦時の大日本帝国陸軍の中戦車である。

## 概要
1941年の昭和16年度研究計画により研究が着手され、1942年（昭和17年）9月、完全な新規車輌として、陸軍兵器行政本部開発方針により長砲身47mm戦車砲を搭載する新中戦車（甲）の開発が決定された。これが後の四式中戦車の原型である。当初、長砲身47mm戦車砲搭載として計画されたチト（チト車）は、1943年（昭和18年）7月には長砲身57mm戦車砲搭載に方針を変更、装甲に関しても最大装甲厚75mmと列強各国の中戦車同等基準で製作されることが決定され、開発を開始した。しかし、開発途上で長砲身57mm戦車砲および搭載案は破棄され、さらなる長砲身75mm戦車砲搭載に変更・決定された。車体は全面溶接であり、鋳造砲塔の採用というそれまでの国産戦車に無い新しい試みも行われた。この鋳造砲塔は左右側面の装甲板と後面の装甲板を別々に鋳造、溶接するものであった。
本車の開発の背景には、ノモンハン事件や第二次大戦での戦訓のみならず、当時の戦車設計における世界の趨勢として、日本陸軍が第一の仮想敵国に据えていたソ連をはじめ、ドイツやアメリカなどでもより大口径の主砲を搭載した重装甲の戦車が次々と開発されているという現実があった。これらの新鋭戦車に対抗すべく、日本においてもより重武装かつ重装甲の新型中戦車が求められた結果が本車である。
四式中戦車の特筆すべき点は、それまでの国産戦車が基本的に歩兵支援用戦車として開発されたのと異なり、最初から対戦車戦闘を想定してつくられた本格的な戦車となったことである。しかしながら運用思想としては、単純に「敵の戦車が強力である」という思想に基づいたもので、戦車同士の大規模戦闘を意図したものではない。四式中戦車以前の九七式中戦車 チハ新砲塔（チハ車）・一式中戦車 チヘ（チヘ車）、および三式中戦車 チヌ（チヌ車）は、戦局の推移から徐々に対戦車能力が向上されつつあったが、しかしこれらは元が歩兵支援用戦車である九七式中戦車の派生型・発展型に過ぎなかった。これらの車輛は対戦車用に改良する上で、原型の車体の大きさ、搭載しているエンジン出力の限界、走行装置の懸架重量制限などから、搭載できる主砲や装甲厚の強化に限界があった。
これは当時の日本国内のみならず、主戦場であるアジア諸国の一般的な国情においては、貧弱な道路・橋梁・鉄道網など、インフラが欧米列強と比べ未発達であったためでもあるが、特に劣悪な道路や橋梁に対応し、補うはずの架橋資材や渡河器材が不足していたからである。日本の戦車設計においてはこのような状況下でも運用できるよう、重量の軽減が要求されていた。例えばチハ車の開発時における要求性能は渡河器材の量や性能を考慮したものであり、戦後の戦車関係者による回想のような、湾港や輸送船の積み込み能力の限界ではない。
そのほかの例として、30ｔ未満の重量物であれば、昭和16年から建造されていた戦時標準船のうち、30ｔデリックを装備する1D型や昭和19年に竣工した二等輸送艦などで輸送可能だった。また、鉄道輸送に関しても全幅が3.1ｍ以内、重量が40ｔ以内であればチキ1500形無蓋貨車を利用した鉄道輸送が可能だった。一方で、渡河器材の場合は九九式重門橋は16トンが限界であり、40ｔの重量物に対応した超重門橋を待たなければならなかった。架橋器材に至っては20t以下の戦車の通過を考慮した新耐重橋が昭和15年から昭和16年にかけて試作されたにとどまる。
さらに、国力に劣る日本において数少ないリソースは陸軍と海軍とで折半せねばならない上に、1930年代中期以降の陸軍は航空戦力の整備・拡張を優先しており、機甲部隊を整備するための資本はさらに乏しかった。したがって国産戦車は小型な車体、あるいは装甲や武装に妥協しなければならなかった。しかし本車の設計は、これら既存のインフラの制約におさまることを求められなくなった。
本車（チト車）の計画開始は三式中戦車（チヌ車）より早い。これは三式中戦車が、本車の戦力化の遅れを埋める為の応急の車輛と目されたためである。三式中戦車は既存の一式中戦車に新設計の大型砲塔を搭載したものであり、陸軍が量産整備できた最後の中戦車となった。また、本車の開発と並行して、五式中戦車 チリ（チリ車）の開発も行われていたが、本車は資源の枯渇および生産の遅延、チリ車は主砲の不具合の解決に手間取り、終戦により両方の車輌とも量産されなかった。本車のトランスミッションと操向装置は後の61式戦車開発時、試作車STA-2の改善の際に参考にされた。

## 開発

### 試製チト1号車 （57mm砲搭載型）

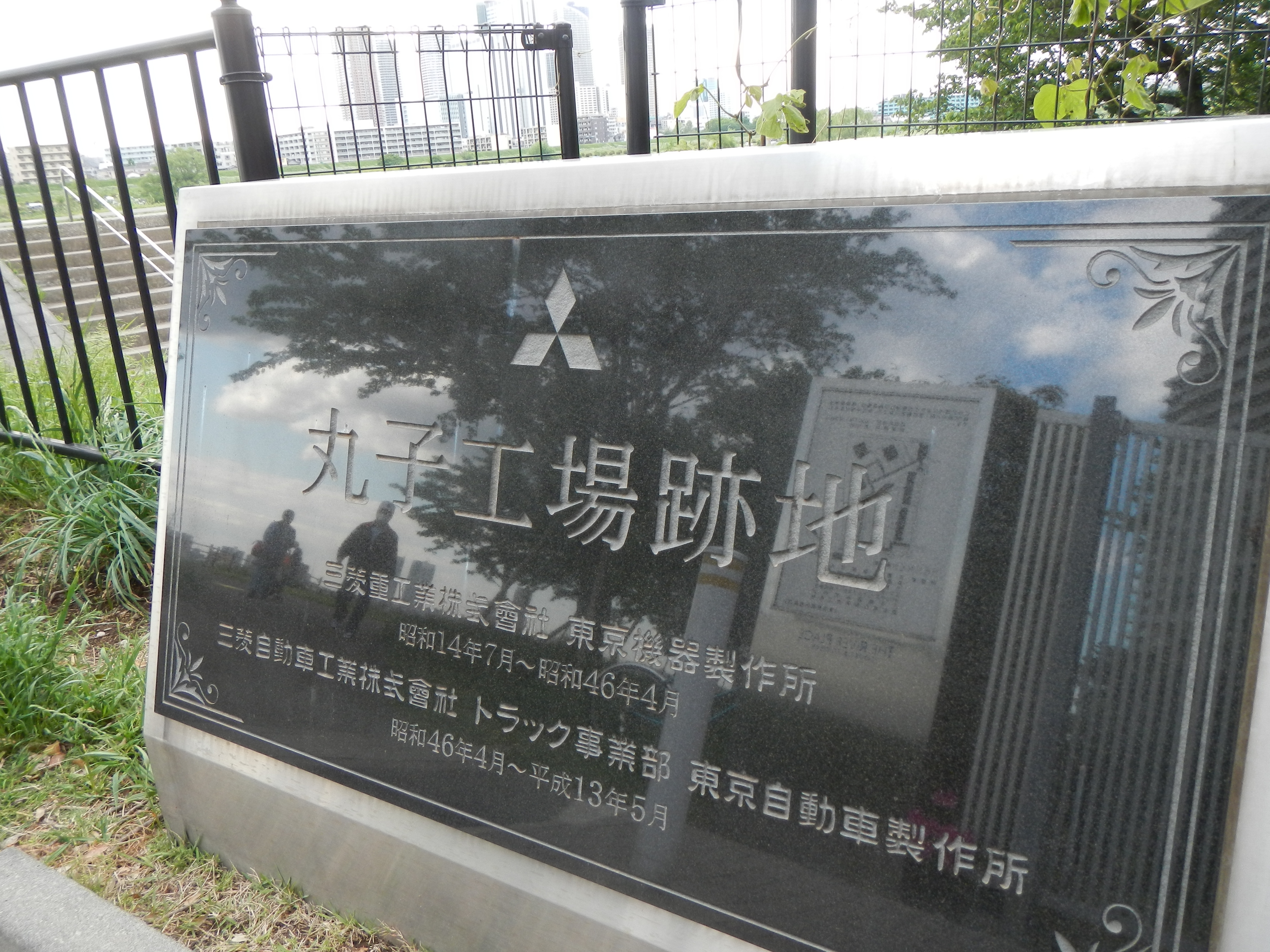
三菱重工業丸子工場記念碑
（東京都大田区下丸子四丁目）

新中戦車（甲）の開発が本格的に開始されたのは1942年9月であり、この時点では新中戦車（甲）という名称が用いられていた。計画名称（秘匿名称）はチト（チト車）である。
この時点では、新中戦車（甲）は47mm砲を搭載し、重量は約20t、最大装甲厚50mm、最高速度40km/hであることとされていた。1942年8月26日の『主要兵器体系』によれば47K（47mm加農を意味する軍隊符号）搭載となっているが、「一部中戦車ニ57Kを装載スルコトアリ」と記載されており、この頃から当時開発中であった57K（57mm加農）の搭載も検討されていたようである。搭載砲の47mm戦車砲は、昭和16年度研究計画までは九七式中戦車（新砲塔）・一式中戦車と同じ一式四十七粍戦車砲であったが、昭和17年度研究計画では試製双連四十七粍戦車砲を搭載するよう変更された。この試製双連四十七粍戦車砲は、一式四十七粍戦車砲に九七式車載重機関銃を双連（連装）の同軸機関銃として組み合わせた物で、1943年（昭和18年）6月に計画完了予定であった。
この設計内容は1943年7月の兵器研究方針改訂により変更された。この変更の背景には独ソ戦で投入された両軍の新鋭戦車の分析があった。ここから日本陸軍における戦車というものの思想は、歩兵直協から対戦車戦闘を重視するものへと変更された。これにより「57mm砲搭載・前面装甲75mm・重量約25t・最高速度40km/hの中戦車」と、「75mm砲搭載・重量約35t・最高速力40km/hの中戦車」の二種が検討された。この前者は四式中戦車 チトであり、後者は五式中戦車 チリとなるものであった。
改訂の結果、試製チト1号車用に新たな長砲身57mm戦車砲が開発されることになる。これが試製五糎七戦車砲○新である（「○新」は以前に駆逐戦車用に開発されていた試製五十七粍戦車砲と区別するための呼称であり、表記は○の中に新）。
車体の製作は三菱重工業丸子工場が担当した。
1944年（昭和19年）3月、試製五糎七戦車砲○新が完成。口径57mm・48.5口径・砲身全長2,768mm・高低射界-15°〜+20°・全重543kgで自動開閉の水平鎖栓を備えた戦車砲であり、弾量2.7kgの砲弾を初速810m/sで射出した。最大射程は7,500mである。
試作1号車は1944年5月に完成し、定地試験が開始された。
1944年5月29日、試製五糎七戦車砲○新を、溶接砲塔を持つ試製チト1号車に搭載し、89発の射撃試験をした。砲撃においては砲塔のリベットが5個緩み、傾斜面での砲塔の旋回操作が困難であった。試製五糎七戦車砲○新は射撃試験結果の不振や、口径威力とも仮想敵となる新鋭戦車の装甲を貫くものではなかったため（装甲貫徹力1000m/60mm）、試製にとどまり、制式化はされなかった。試製チト1号車の搭載した溶接砲塔は二式砲戦車 ホイ（ホイ車）の砲塔に似ていたとされる。
なお、試製チト車1号車の全備重量は25.5ｔであり、自重は23ｔであったとされる。
結局、57mm砲の搭載を前提に設計された試製チト1号車は、試作車1輌が作られただけで、制式化されずに終わった。

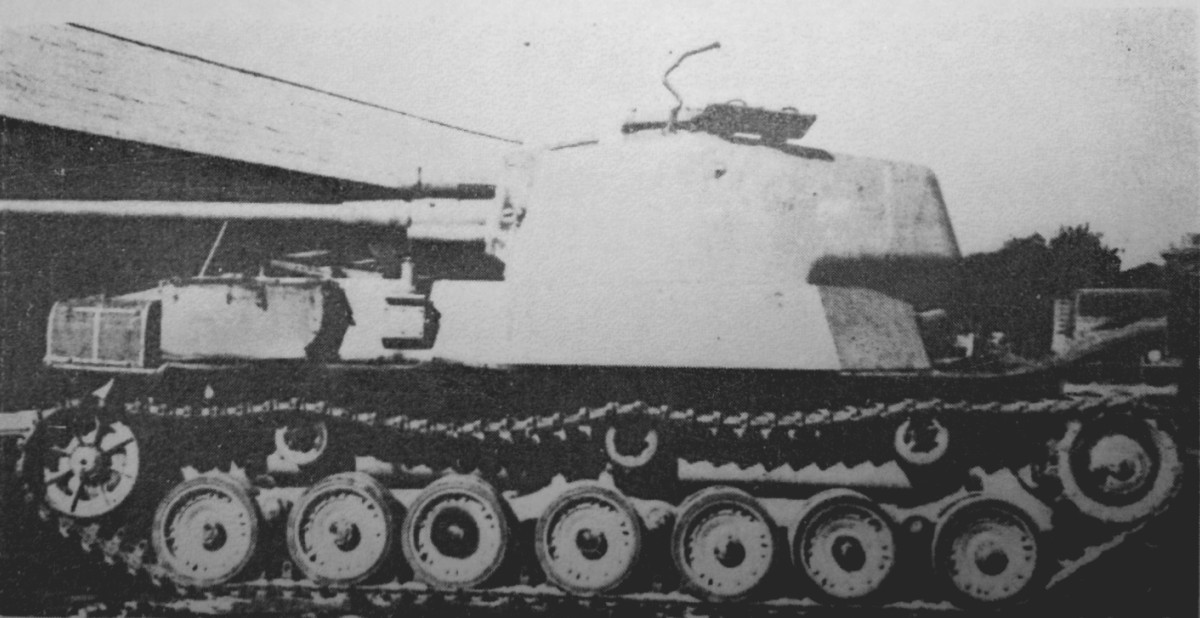
四式中戦車

### 試製チト2号車 （75mm砲搭載車）
1944年4月、チトに75mm級の戦車砲を搭載するように計画が変更され、7月にはチリ用に開発されていた試製七糎半戦車砲（長）
1945年（昭和20年）2月、試製七糎半戦車砲（長）II型を搭載した試製チト2号車が完成し、3月には相模原や御殿場にて各種試験を開始した。同年7月には千葉陸軍戦車学校において実用試験が行われた。千葉県の三角原演習場にて運動性能等の実用試験を終了し、8月中旬には千葉県片貝海岸において射撃試験を行う予定だったが、終戦を迎えたため中止された。
なお試製チト2号車が完成した翌月にあたる1945年3月に、陸軍第10技術研究所により試製大型発動艇の要領図及び諸元に関する資料が調整されている。
この試製大型発動艇はチト車を海上輸送･揚陸することを念頭に開発された大型揚陸艇であり、チト車（シルエットから明らかに前月2月に完成した試製七糎半戦車砲装備の試製チト2号車と思われる）を積載した状態の試製大型発動艇の要領図も同資料に記載されている。
同資料によれば、このチト車は全備重量29,500kg（29.5トン）となっている。
別の資料では、試製四式中戦車の重量を29.75トンとしている（最高速度も他と異なり46km/h）。

## 攻撃力

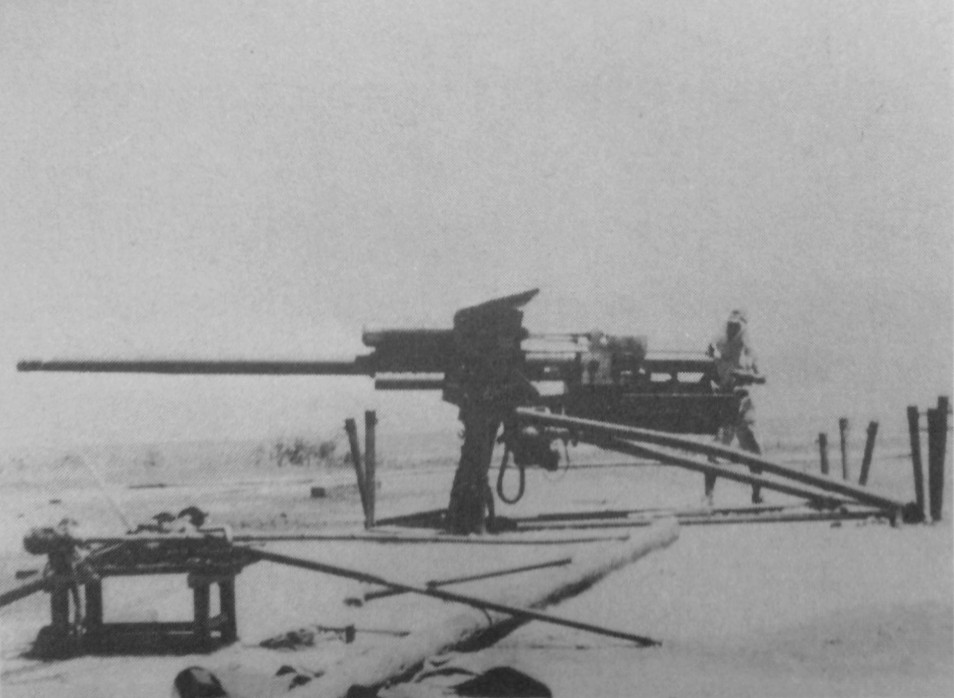
試製七糎半戦車砲（長）I型。本車の試製七糎半戦車砲（長）II型との大きな違いとして、半自動装填装弾機が装着されている

試製七糎半戦車砲（長）は、支那事変初期において日本陸軍が鹵獲した、スウェーデンのボフォース製75mm高射砲が基礎となっている。日本陸軍ではこれをコピーして、四式七糎半高射砲として生産した。チトの主砲は、この砲身などを流用しつつ戦車砲用に再設計を施し、後座長の短縮等の改良が行われたものである。原型のボフォース製高射砲は、ドイツ軍において装備され高威力を発揮した8.8 cm FlaK 18/36/37のベースともなった優秀な火砲であった。設計は1944年4月に完了、試作は大阪陸軍造兵廠で行われ2門が7月に完成した。本砲は装弾機を装備し、重量のある砲弾を手動で装填せずに機械力で半自動装填しようとするものであった。しかしながら装弾機能に不良が生じ、この欠点の除去は遅延した。
この試製七糎半戦車砲（長）の半自動装填装置を取り外し、平衡錘を付加する等の改修を経て、試製七糎半戦車砲（長）II型が10月までに完成し、実用試験の後、試製チト2号車に装備されることになった。この戦車砲の開発により従来の装弾機付きの砲は試製七糎半戦車砲（長）I型として区分された。後に試製七糎半戦車砲（長）II型は仮制式制定され、五式七糎半戦車砲の制式名称が付与されたと推定される。この試製七糎半戦車砲（長）II型は口径75mm・56口径・砲身重量は1,710kgで、閉鎖機は右方へ水平に開放される自動鎖栓式であり、砲全体の重量は2,221kgに達した。高低射界は-6.5度〜+20度である。弾種は一式徹甲弾（弾量6.615kg）および四式榴弾が予定された。また、試製七糎半対戦車自走砲 ナト（ナト車）と弾薬が共用であり四式徹甲弾も存在する。
1943年6月30日、陸軍軍需審議会において兵器行政本部は、初速850m/sの75mm砲弾の装甲貫徹能力は射距離1,000mで約80mmと推測しており、その後開発された本砲では1,000mで75mmが目標性能とされた。
陸上自衛隊幹部学校戦史教官室の所蔵資料である、近衛第3師団の調整資料『現有対戦車兵器資材効力概見表』によると、七五TA（75mm対戦車砲の軍隊符号）の徹甲弾は、射距離1000m/貫通鋼板厚100mmとなっている（射撃対象の防弾鋼板の種類や徹甲弾の弾種は記載されず不明）。
また、1944〜1945年作成と思われる陸軍大学校研究部の資料によると、「試製75粍対TK砲（試製75mm対戦車砲）」は、1種：射距離300m/貫通威力118mm、1種：射距離400m/貫通威力115mm、1種：射距離500m/貫通威力112mm、2種：射距離300〜500mの研究未了、となっている。
1945年4月に陸軍機甲本部が刊行した『対戦車戦闘の参考（戦車関係）補遺』によれば、鋳鋼板（耐弾効力は圧延合金鋼板より概ね20〜25％劣る）を対象にした場合の五式七糎半戦車砲（長）の装甲貫徹力は命中角90度だと、射距離100mで200mm、射距離400mで180mm、射距離650mで160mm、射距離1,000mで140mm、射距離1,600mで100mm、射距離2,500mで60mmとなっている。仮想敵戦車の鋳造鋼板に対する有効射距離は、M4中戦車の車体前面上部65mm（35度）で300〜500m、車体前面下部65mm（傾斜が少なく直角に近い部分）では2000m以上でも貫通、Mk.IV歩兵戦車チャーチルの砲塔前面100mm（90度）や車体前面上部84+13mm（90度）では1,500mとされている。なお戦車搭載火砲効力概見表の弾種は一式徹甲弾で、タングステン・クロム鋼の特甲やニッケル・クロム鋼の特乙ないし無炸薬の四式徹甲弾を使用させた際の数値は不明である。
七五TAに該当するものに試製七糎半対戦車自走砲 ナトの試製七糎半対戦車砲がある。これは四式中戦車の試製五式七糎半戦車砲(長)と弾薬は共通、ほぼ同一の砲身（56口径、砲身長4,230mm）である。
1945年3月9日、富士裾野演習場にて射撃試験が行われた。この試験では試製四式榴弾22発、三式高射尖鋭弾2発を射撃し、撃発装置に不具合が生じた。同月17日から19日にかけ、試製五式七糎半戦車砲（長）II型を装備した鋳造砲塔を試作車に搭載し、伊良湖射場にて射撃試験が行われた。一式徹甲弾72発、四式榴弾68発を試験した結果は良好だった。初速は821m/s（一式徹甲弾）ないし819m/s（四式徹甲弾）である。貫通性能は、参謀本部と教育総監部が示した『戦車用法』によれば、「1000mにおいてM4戦車の正面を貫通しうるも命中角の関係上その公算は僅少にして、側面及び背面を攻撃するを要する事多し」とされている （1944年6月に教育総監部が示した『M4中戦車ニ対スル各種肉攻資材（兵器）ヲ以テスル攻撃部位（効果）』によれば、M4中戦車の砲塔正面は45度傾斜した85mm、防盾部は85mm+39mm、車体正面は45度傾斜した51〜65mmと想定している）。
弾薬に関しては65発を搭載、うち35発を車体床下、30発を砲塔バスルに収納した。以後、200門整備予定の長砲身75mm戦車砲は全てこの半自動装填装置を持たない試製五式七糎半戦車砲（長）II型仕様である。なお、昭和20年度整備計画では250門への増産が予定されており、五式七糎半対戦車砲の整備数が200門を超える場合は本砲に生産能力を転換し、砲身を九〇式野砲の物に代用して300門まで製造する予定が1945年5月14日の兵政造機密第10号で検討されていた。
この時、三式中戦車にもこのチト用鋳造砲塔を搭載して射撃試験が行われた。これは三式中戦車にチト砲塔を搭載して火力の増強を意図したものであり、チヌ車体とチト砲塔との組み合わせに問題は無かったが、やはり鋳造砲塔そのものの問題（下記）のためか、チヌ用溶接砲塔に直接試製五式七糎半戦車砲（長）II型が装備されることになった。
副武装としては、車体前面・砲塔後部右側面に、九七式車載重機関銃を各1挺備える。

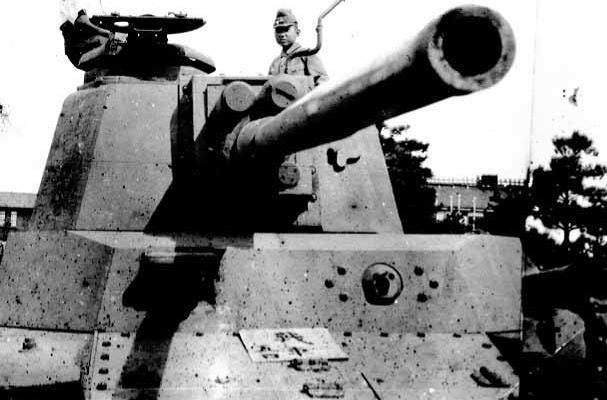
試製五式七糎半戦車砲（長）II型

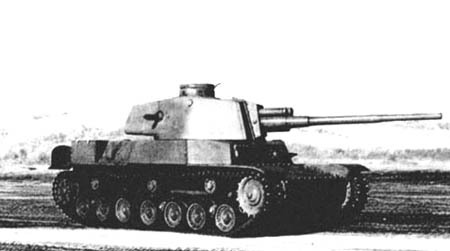
砲塔後部右側面に機銃が確認できる。

## 防御力

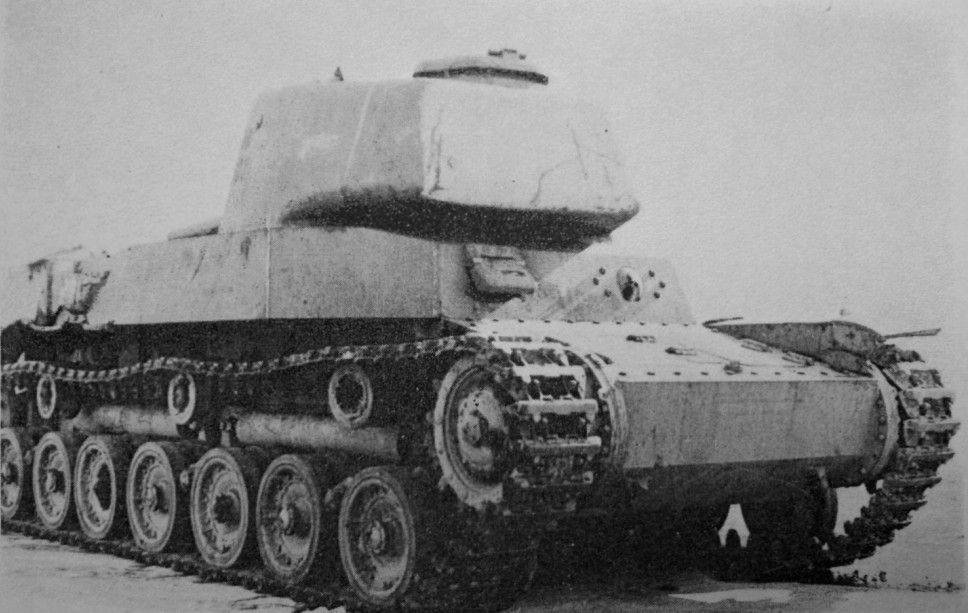
戦後撮影された四式中戦車

試製チト2号車の鋳造砲塔は、砲塔左面・砲塔右面・砲塔後面と3分割された鋳造部品と、砲塔上面及び砲塔前面の平板（通常の圧延防弾鋼板であり鋳造ではない）部品を、溶接によって接合し組み上げるものであった。ただし後面鋳造部品のみはボルト締めが用いられた。こうした構造に必要な鋳造の鋼板を製造するということ自体、日本の製鋼企業には不慣れな製法であった。また、砲塔部品の試作時にも、溶けた鋳鋼が冷えて固まるときに縮むため、鋳造部品の歪みが発生し、組み立てが困難であった。技術の蓄積の不足により、成型後に歪んでいる鋳造部品をわざわざ切削加工しなければならない事態が生じた。
仮想敵とされたソ連軍のT-34や、アメリカ軍のM4中戦車の砲塔がほぼ一体成型の鋳造成型であるのと比較すれば、生産性という面でも日本の鋳造技術力は劣っていた。大型で避弾経始に優れた複雑な形状の部品を一体成型で作ることにより、生産性が高いのが鋳造成型のメリットだが、試製チト2号車の鋳造砲塔には、その複雑な製造工程により、そのメリットが全く無かった。また、同じ厚さと形状であれば、鋳造鋼板の耐弾性能は圧延鋼板よりも劣り、同程度の耐弾性能を発揮するには、鋳造鋼板は圧延鋼板よりも厚みを要求された。また、材質的にも額面どおりの防御力を発揮し得たかは疑問が残る（最も被弾しやすく強度が必要な砲塔前面は、前述のとおり通常の圧延防弾鋼板を溶接で接合したものであり鋳造鋼板ではない）。
本車の各部装甲厚は、車体前面75mm、側面25−35mm。砲塔前面75mm、側面・後面50mmとなっている。最大装甲厚75㎜の由来は独ソ戦の情報から得たKV-1重戦車の前面装甲（75mm）を参考にしたとされ、75㎜野砲に耐えるものであるとも、当時（1942−43年）ソ連が主用していた76mm級対戦車砲を500ｍで耐えるものだったともされる。本車の数値上の防御力は列強の中戦車の水準に追いついたが、当初の計画時の予定重量25 t（長砲身57mm戦車砲搭載の試製1号車）を大きく上回り、試製2号車では全備重量29.5−30 t（資料により32t） となった。

## 機動力

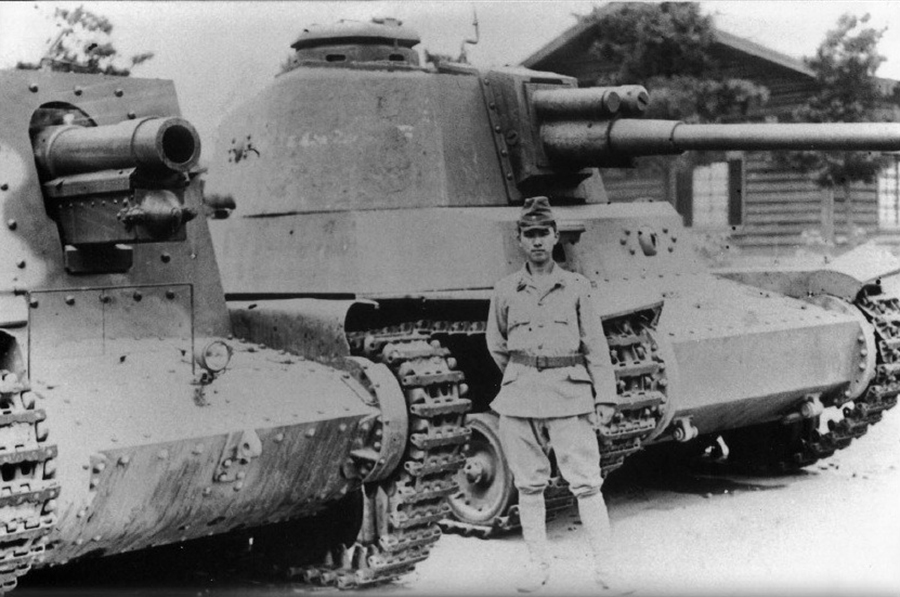
四式十五糎自走砲ホロと。

上部転輪は片側3個、転輪は7個（第5転輪は、他の転輪とのボギーによるペアではなく、独立している）、起動輪は前方、エンジンは後方にある、前輪駆動（リアエンジン・フロントドライブ、RF）方式である。(履帯幅は450㎜、接地長は417cm。)
エンジンには三菱が1943年より新規に開発設計を行い、1944年初頭に完成した三菱ALディーゼルエンジン（四式ディーゼルエンジン）を搭載し、この空冷エンジンにより重量約30 tの四式中戦車を40km/h以上で走行させた。
本車の車重は25t以上となることが予想されたため、従来の統制型エンジンで設計すると気筒数が20筒と多くなり、重く大きくなりすぎた。そこで気筒を大型化、排気量を37,700ccと増やし、新規開発したものである。特徴としては整備性と冷却効率、信頼性を追求して設計された。三菱ALの諸元は、412hp/1,800rpm、軸トルク 200mkg/1,100rpm、最低燃料消費率198g/PShであった。
原乙未生は自著『機械化兵器開発史』90頁にて、「4式V12エンジン（原文表記による）」を過給器無しで400hp、過給器を付けた試製エンジンを500hpとしている。 
戦後、アメリカ海軍によって行われた日本の軍用ディーゼルエンジン調査報告書によれば、四式中戦車の四式ディーゼルエンジン(400hp)の項目にて、過給器のブースト圧が320mmHg（ミリマーキュリー）の場合、500hpを発揮したとの記載がある。この500hpエンジンは、チリII型などに搭載するために試作された過給器付きの四式ディーゼルエンジンの可能性がある。また、同資料ではアメリカ陸軍が追試験のため本国に四式ディーゼルエンジンを輸送したと記載されているが、その後の消息は不明である。
実走試験は東京都大田区の三菱重工工場、埼玉県大宮、群馬県高崎、長野県小諸、山梨県甲府、富士吉田、静岡県御殿場、神奈川、横浜を経て工場へ戻るという行程が組まれた。10日間をかけて試験が行われ、時期は残暑、地形は途中に箱根峠が存在し、相応の負荷のかかる走行内容であったが、結果はさしたる故障なく終了した。変速機は前進4段、後進1段で、初のシンクロメッシュ方式を採用した。操向装置は国産戦車に従来から使用された遊星歯車式のクラッチ・ブレーキ方式であったが、大重量となったことから油圧サーボを導入し、機動性は良好だった。油圧補助もあって操向レバーは指で軽く握り締める程度でも、戦車砲の引鉄を引くような感覚で自由自在に動いたという。
ほか、燃料は400lを携行し航続距離は250kmである。履帯は幅45cmのものを使用し、片側転輪7個と上部転輪3個、起動輪、誘導輪で走行装置を構成した。懸架方法は伝統のつるまきバネ方式である。接地圧は軟地で0.8㎏/㎠、超壕能力は2.7m、渡渉能力は深さ1.2mである。

## 量産計画

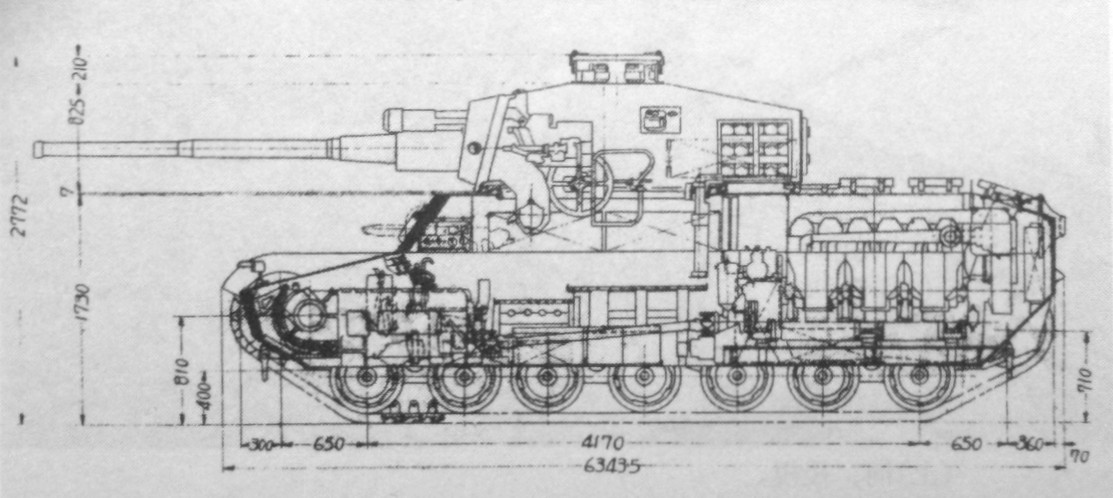
四式中戦車の縦断面要領図（量産型図面もしくは三菱現存図面と言われるもの）。
砲身根元の下側に注目。四式中戦車量産型に装備される予定の五式七糎半戦車砲II型では、砲身根元左下の半自動装填装置用のシリンダーは無くなっていた。

本車を含む昭和20年度の対戦車戦闘車両の生産計画は幾度かの改定が行われている。戦車生産を管轄する相模陸軍造兵廠が1945年3月31日に作成した「昭和20年度作業計画表」によれば、三菱重工と神戸製鋼所がチト車の生産を担当し、まず1945年8月に5両を三菱にて先行生産、1945年9月から翌年2月までに両社合計で月産25〜35両、合計200両を昭和20年度内(〜1946年3月)に生産する計画となっていた。
終戦までに完成した車輌は試作車2輌であった。文献によっては三菱の工場で6輌が完成したともされる。（製作所は不明だが2輌説、12輌説がある）
なおチト量産車には、生産性の悪い鋳造砲塔に替えて、五式七糎半戦車砲を装備したチヌ用溶接砲塔の増厚装甲型を搭載する計画があったとする説がある。これはいわゆる三菱現存図面（1945年5〜6月頃の物）がチヌ砲塔である事から、アーマーモデリング誌の記事内で仮説として提示されたものである。日本製鋼所では鋳造砲塔の完成品や部品をいくつか試作し、10輌単位で資材と設備を確保していた。また、『戦車マガジン』（現：グランドパワー）の記事に拠れば、伊良湖でのテスト時、鋳造の型を作り直さずに主砲が上手く操作できるレイアウト変更が検討されており、増加試作車もしくは初期量産車は、既存部品や資材の有効活用の点から、鋳造砲塔で進められていたのではないかと推測される。ただし、上述の鋳造砲塔の問題は何ら解決されてはおらず、試作の鋳造砲塔や部品が無くなり次第、チヌ用溶接砲塔の増厚装甲型で生産された可能性がある。三菱現存図面は鋳造砲塔の試作よりも後の物であり、同時期に日本製鋼所や神戸製鋼所に溶接砲塔用鋼板の製造への協力が求められていたことからも、鋳造鋼板の実用化の目処の立たない鋳造砲塔は見限られていた可能性が高い。三菱現存図面によれば、チト量産車はチヌ用溶接砲塔（の増厚装甲型）の採用だけでなく、車体形状も試製チト2号車から一新されており、生産性や避弾経始の斜面効果が高くなるよう洗練され、合理化されている。

## 戦後
戦後、アメリカ軍による接収時に、本車は五式中戦車と取り違えられた。本車の現存写真には車体後面部分に「TYPE 5」と書かれている。本車の1輌はアバディーン性能試験場に送られ調査を受けたが、この後の消息には様々な憶測がなされている。それらの説には、船で輸送中に嵐に遭い甲板から投棄された、朝鮮戦争の鉄不足により溶かされた、戦車自体を朝鮮半島に送ったという説まである。しかし、どれも憶測で事実は分かっていない。
日本国内に残ったもう1輌の本車の行方は知られていなかった。しかし、中日新聞東海本社版の新聞記事1面（田所定信記者）に本車の行方が記載され、四式中戦車は九七式中戦車（もしくはチト用鋳造砲塔の試験に使用した三式中戦車の車体）、ウィンザー・キャリア（もしくはブレンガン・キャリア）と共に浜名湖北の猪鼻湖の瀬戸に沈められていたことが、この戦車を運転して沈めた当時の陸軍技術中尉らの証言で判明した。この内のキャリアは浅い所に沈んでいたため、戦後間もなくスクラップ業者によって解体された。
この後、模型メーカーファインモールドや兵器・戦史研究家、一部モデラー等の有志が中心となった呼びかけで浮揚調査作業嘆願の署名が集められた。2012年（平成24年）9月、歴史的資料として水没位置の特定と水中写真の撮影を目標とした調査プロジェクトが始動、11月25日には第1回目の調査が行われ、水深約15mの地点に金属製の物体が沈んでいることが確認された。この後の調査は金属探知機や音波探知機で検出された水中に没してる大型の金属性の目標物を専門ダイバーが目視で確認を行うという本格的な探索の開始に移行したが、探知機で検出された全ての大型の金属性の目標物の中に四式中戦車の残骸らしきものは含まれていないことが判明した。調査プロジェクトはその後、改めて、水中の泥の中まで調査可能な水中レーダーを使って、調査を実施し、水中の泥の中に4つの金属の断片と思われる変異点を確認した。しかし、水中レーダーによる解析結果では、これらの変異点にあるとされる金属片は戦車のような大型の構造物ではなく、比較的小型のものであり、これらの変異点に四式中戦車が埋もれている可能性は10％しかないと推測している。これらの調査の詳細は2013年（平成25年）、テレビ静岡により制作、放送されたドキュメンタリー番組『幻の戦車』で詳しく紹介された。この番組は、第22回FNSドキュメンタリー大賞にノミネートされた。

## 派生型

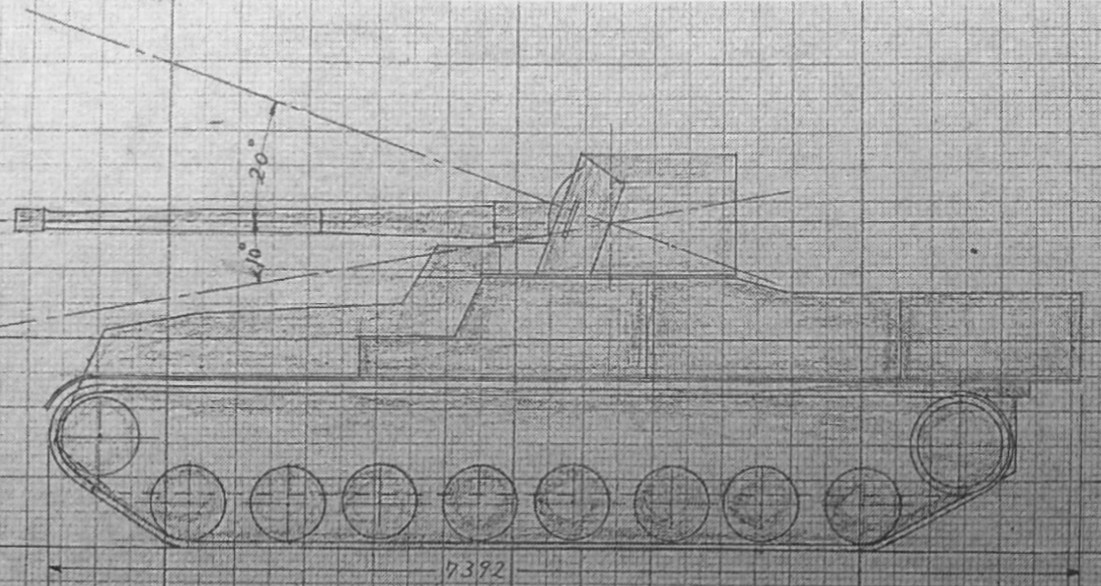
カト車の線図

- 試製十糎対戦車自走砲(カト車)

チト車の車体をベースとしたオープントップの対戦車自走砲。連合軍重戦車を撃破するために105mm級対戦車砲が要求された。人力での牽引が困難であるため試製七糎半対戦車自走砲と同じく自走式が取られた。搭載砲は試製新砲戦車甲(ホリ車)の流用であり、1000ｍで150mmの装甲板を貫通可能だったが、将来的には1000ｍで200mmの装甲板を貫通可能な新型の105mm砲を搭載する予定だった。
- 新砲戦車(ホチ車)[39]

チト車が20ｔ級中戦車として計画されていた頃に構想されていた砲戦車。車体はチト車の流用であり、75mmまたは105mm級戦車砲を搭載する予定だった(同時期の別の資料には砲戦車用に、初速約330m/s程度の105mm級戦車砲が計画されている)。後に計画変更により開発中止となった。

## 登場作品

### 映画
『ゴジラ-1.0』
量産車が登場。銀座を襲撃したゴジラに対し、国会議事堂前から4両がゴジラへの砲撃を行うが通用せず、放射熱線による反撃を受け全滅した。作中年代は1947年であり、小説版では本土決戦に備えて秘匿温存されていた車両であることが記されている。
なお、小説版やパンフレットでは「四号戦車」と呼称されている。

### アニメ・漫画
『シミュレーション 逆転!!太平洋戦争』
日本出版社発行の短編漫画集。上田信担当のフィリピン編で三式中戦車と共に投入され、アメリカ軍のM4中戦車部隊に大打撃を与える。
『鉄の墓標』
本作に登場する四式中戦車は90mm砲を搭載するなど、主砲の口径、最高速度など実車とは仕様が若干異なる。

### 小説
『日本アパッチ族』
戦後に再武装した日本軍の主力戦車として登場。ただし、武装が50ミリ速射カノンと20ミリ機関砲となり、重量も15トンになっているなどスペックが異なる。

### ゲーム
『War Thunder』
日本陸軍ツリーの中戦車として試作車が「四式中戦車 試作型」、量産車が ｢四式中戦車 量産型｣ の名称で登場。
『World of Tanks』
日本中戦車「Type 4 Chi-To」として量産型が開発可能。開発を進めると量産型（三式中戦車）と同じ砲塔を搭載できる。
『World of Tanks Blitz』
日本中戦車「Type 4 Chi-To」として開発、使用が可能。
『パンツァーフロントbis.』
本土決戦を舞台にした架空のマップ「串良」で、僚車として1両登場する。